# غار تترا
غار تترا (گرجی: თეთრა მღვიმე) یک غار در گرجستان است که در تسقالتوبو واقع شده است.